# Barranc de Gassó

El Barranc de Gassó, respecte del terme d'Abella de la Conca

El barranc de Gassó és un barranc afluent del barranc de la Viella, el qual ho és del riu d'Abella. Pertany a la conca del Noguera Pallaresa, i discorre del tot dins del terme d'Abella de la Conca, a la comarca del Pallars Jussà.
Té el naixement molt a prop del triterme entre el mateix Abella de la Conca, Isona i Conca Dellà, dins de l'antic terme d'Orcau, i Conca de Dalt, dins de l'antic terme d'Hortoneda de la Conca, al vessant meridional de la Collada de Gassó, al nord-oest de la Bernada.
El primer tram discorre de nord a sud, i el seu curs va marcant cada cop un solc més considerable en el terreny que l'envolta: passa pel Planell del Congost, que deu el seu nom al fet que el barranc obre ja un petit congost entre les roques per on discorre, congost que es va aprofundint a mesura que el barranc avança cap al sud. Passa a ponent d'Ordins, per les Pedrusques, la zona de Monteguida -on la profunditat fa que es conegui el lloc com el Congost i a ponent de la Pedra Ficada. Després es decanta cap al sud-oest, fent amplis revolts fins que, al nord del Tossal de la Doba, aiguavessa en el barranc de la Viella.
Al llarg d'aquest recorregut, fa de límit entre les partides de les Collades i Ordins i la Bernada i travessa la de les Vielles fins a abocar-se en el barranc de la Viella.
En no portar gairebé mai aigua, la llera d'aquest barranc serveix perquè s'hi obri pas la Pista del Petrol.

## Etimologia
Aquest barranc prengué el nom de la masia per terres de la qual passava: Cal Gassó.